# Gunnar Zetterberg
Gunnar Lennart Zetterberg, född 16 juni 1910 i Stockholm, död 21 augusti 1980 i Göteborg, var en svensk väg- och vattenbyggnadsingenjör. 
Zetterberg, som var son till byggnadsingenjör Carl Zetterberg och Maria Johansson, avlade studentexamen vid Lundsbergs skola 1929, utexaminerades från Kungliga Tekniska högskolan 1934 och avlade officersexamen 1940. Han var anställd vid vägingenjörskontoret i Östersund 1934–1935, ingenjör vid Byggnadsfirman Zetterberg AB i Stockholm 1935, chef dess avdelningskontor i Göteborg 1938 samt var direktör för och innehavare av Gunnar Zetterberg Byggnads AB i Göteborg från 1951.
Zetterberg blev löjtnant i Väg- och vattenbyggnadskåren 1941, kapten 1946 och major 1962. Han var ledamot av 1947 års byggnadsstyrelseutredning, styrelseledamot i Svenska byggnadsentreprenörföreningen 1954–1963, Svenska byggnadsindustriförbundet och dess västra distrikt från 1954, Göteborgs Byggmästareförening 1956–1962, AB Göteborgs tomträttskassa 1961 och Skånska banken i Göteborg från 1961.